# Funky President (People It's Bad)
Funky President (People It's Bad) è una canzone funk di James Brown, pubblicata come singolo nel 1974. Secondo l'autore, il "presidente funky" del titolo della canzone avrebbe dovuto riferirsi al presidente degli Stati Uniti Gerald Ford, che era succeduto a Richard Nixon alla Casa Bianca poco prima che fosse registrato.

## Tracce
1. Funky President (People It's Bad) - 4:05
2. Coldblooded - 4:45

## Formazione
- James Brown - voce solista
- David Sanborn - sax alto
- Joe Farrell - sax tenore, flauto
- Alfred "Pee Wee" Ellis - sax baritono
- Pat Rebillot - tastiere
- Joe Beck - chitarre
- Sam Brown - chitarra
- Gordon Edwards - basso
- Allan Schwartzberg - batteria
- Johnny Griggs - percussioni[2]